# Donkey Crazy
|  | Denne artikel er oprettet af botten PalnaBot ud fra en ekstern database. Den kan derfor have sproglige fejl eller mangler. Denne skabelon kan fjernes efter kontrol af indholdet. |

Donkey Crazy er en film instrueret af Jesper Fabricius.

## Handling
Man ser farver, de bevæger sig. Man ser glasskår, de bevæger sig. Man ser et øje, et ansigt, en mund, et bryst. Guitarmusik underbygger handlingen fra harmoni til konflikt, til uforløst afslutning. Filmen er lavet over glasmalerier af Claus Egemose / Lars Mathisen til en udstilling i Galleri Kongo, 1985.